# Chuang Chih-yuan
Chuang Chih-yuan (* 2. dubna 1981, Kao-siung) je tchajwanský stolní tenista. V roce 2002 vyhrál Velké finále ITTF Pro Tour, v prosinci 2020 byl na 26. místě ve světovém žebříčku.

## Sportovní kariéra
Chuangovi byli oba stolní tenisté: jeho otec byl tchajwanským šampionem ve čtyřhře a jeho matka Lee Kuei-mei byla členkou národního týmu. Chuang začal soutěžit v roce 1989, tedy ve věku osmi let. Jeho matka jej několikrát poslala trénovat do Číny, aby zdokonaloval své schopnosti.
Do tchajwanské reprezentace se dostal v roce 1998, o rok později debutoval na mistrovství světa a na ITTF Pro Tour. Na konci roku 2000 se jeho matka rozhodla, že nechá Chuanga trénovat v Evropě. Díky tomtuto rozhodnutí je jeho styl kombinací jak evropského, tak stylu čínského.
Rok 2002 byl v Chuangově kariéře průlomovým rokem. Dostal se do tří finále na Pro Tour, vždy ale skončil jako druhý. V září téhož roku se dostal do nejlepší desítky hráčů světa, získal stříbrnou medaili na Asijských hrách a poprvé se zúčastnil Světového poháru. Na konci roku se postupně utkal se soupeři, kteří ho porazili v předchozích třech finále Pro Tour, a zaznamenal tři výhry v řadě na Pro Tour Grand Finals. Porazil Jeana-Michela Saiva ve čtvrtfinále, Wang Chaa v semifinále a Kalinikose Kreangu ve finále a získal tak titul šampiona.
Na Pro Tour ve dvouhře poprvé zvítězil na Brazil Open v roce 2003 a na konci roku se dostal na 3. místo světového žebříčku, což je dosud jeho kariérní maximum. Probojoval se do čtvrtfinále Letních olympijských her v Aténách v roce 2004, kde však prohrál s Wang Chaem. Ve čtyřhře mužů se s týmovým kolegou Chiang Peng- Lungem dostali do osmifinále, kde je porazili polští Blaszczyk a Krzeszewski.
V červenci 2008 byl v Kao-siungu otevřen Chuangův vlastní stadion. Od června 2012 hraje Chuang za Werder Bremen v Bundeslize v Německu (TTBL). Na olympiádě v Londýně hrál zápas o bronz, kde však prohrál s Dimitrijem Ovtcharovem.

## Shrnutí kariéry
Dvouhra (stav k 27. lednu 2015):
- Olympijské hry : semifinále (2012)
- Mistrovství světa : osmifinále (2003, 2007)
- Účast na mistrovství světa : 10. Nejlepší rekord: čtvrtfinále (2006, 10)
- Tituly ITTF World Tour : 4 (Brazílie 2003, Chile 2011, Spanish Open 2012 a Hungarian Open 2016). Druhé místo: 10 (Katar, Japonsko, Dutch Open 2002; Danish Open 2003; USA, Japan Open 2004; Singapore Open 2006; Austrian, German Open 2008; Hungarian Open 2010)
- Počet účastí na grandfinále ITTF World Tour : 12. Vyhrál v roce 2002.
- Asijské hry : runner-up (2002).

## Ocenění
- Cena za nejlepšího mužského sportovce 2003 a 2012 od Rady pro sportovní záležitosti, výkonný ředitel Yuan, Tchaj-wan.[6][7]
- 41. Deset vynikajících mladých lidí (2003) z Nadace Ten Outstanding Young Persons' Co., Tchaj-wan.[8]

## Osobní život
Dne 27. října 2012 se Chuang v Kao-siungu oženil s Gladys Shi.